# Peter Lodynski

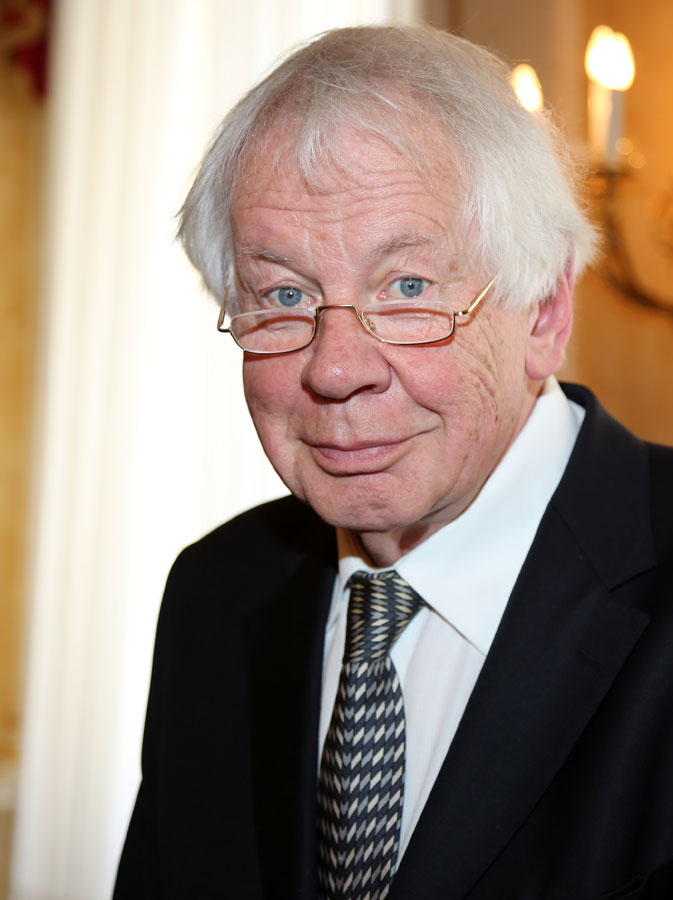
Peter Lodynski (2013)

Peter Lodynski, manchmal fälschlich auch Lodinsky geschrieben (* 12. Oktober 1936 in Wien; † 26. September 2021 ebenda), war ein österreichischer Schauspieler, Kabarettist, Regisseur, Schriftsteller und Zauberkünstler.

## Leben
Lodynski studierte anfänglich Medizin, ehe er auf Theaterwissenschaft und Kunstgeschichte umstieg. Gleichzeitig besuchte er die Filmakademie und absolvierte die Schauspielschule Krauss mit Auszeichnung.
In den Jahren 1960 und 1961 hatte er seine ersten Auftritte in Gerhard Bronners Kabarett im Wiener Theater am Kärntnertor. Danach gründete er 1963 in der Wiener Himmelpfortgasse mit Grazer Freunden sein eigenes Kabarett, Der Würfel, und brachte innovativ konzipierte, satirische Programme mit Einstreuungen magischer Komponenten und anspruchsvoll für das Auge des Betrachters aufbereitet.
Dadurch wurde das Fernsehen auf Lodynski aufmerksam und er wurde Autor und Regisseur von über 250 Fernsehproduktionen. Zwischen 1969 und 1984 arbeitete er fast nur für das Fernsehen. 1970 moderierte er die Fernsehshow die 70er. 1976 führte er Regie bei der 13-teiligen Fernsehserie Peter Voss, der Millionendieb. Bei den Zaubershowserien Lodynski’s Orpheum – Himmlische Geschichten und Die Magier sind unter uns sowie bei einigen anderen Projekten arbeitete er mit Chris Lohner zusammen. Von 1996 bis 2000 trat er in der Magieshow Unter der grünen Lampe auf. Sein wohl größter, auch international hochdekorierter Erfolg war die mit Felix Dvorak geschriebene TV-Satire Lodynski’s Flohmarkt Company, ein weiterer Meilenstein der Zweiteiler Wien nach Noten mit den Wiener Philharmonikern.
1972 inszenierte Lodynski mit Felix Dvorak in der Titelrolle das Einpersonenstück k.u.k. Scharfrichter Josef Lang. Im Jahre 1985 kehrte Lodynski wieder zurück auf die Bühne und betätigte sich als Kabarettist und als Schauspieler in Werken von Franz Kafka, Johann Nestroy oder Georges Feydeau. Der Allroundkünstler betätigt sich auch als Schriftsteller und verfasste Werke wie Un-tierisch-heiter (1989), Wien von hinten (1990) und das Lustspiel Mein Name ist Hase (1993).
Peter Lodynski thematisierte schon Mitte der 1970er Jahre den Umweltschutz in seinen satirischen Produktionen und ist damit einer der Vorreiter der Popularisierung dieses wichtigen Anliegens.
Er war vorübergehend mit der Schauspielerin Mirjam Dreifuss verheiratet. Sein Stiefsohn ist der Kabarettist und Schauspieler Christoph Fälbl. Mit der österreichischen Schriftstellerin Brigitte Schwaiger hatte Peter Lodynski Anfang der 1970er Jahre ein Verhältnis. In ihren Memoiren bezichtigt sie ihn, er hätte Drehbücher von ihr unter seinem Namen eingereicht. Außerdem soll er die Autorin zu einer Abtreibung genötigt haben.
Zuletzt war er in der österreichischen Comedy-Serie Tohuwabohu sowie in mehreren Produktionen des Gloria-Theaters zu sehen, ebenso bei der Zusammenarbeit mit dem Neuen Wiener Lyriker Gerhard Blaboll.

## Filmografie (Auswahl)
- 1968: 69 Liebesspiele

## Auszeichnungen
für seine Fernsehproduktion Lodynski’s Flohmarkt Company
- Goldene Rose von Montreux: Preis der Presse und Spezialpreis der Stadt Montreux (1971)
- Hollywood Award of World TV
- Chaplin-Preis (1971)

## Ehrungen
- 2002: Silbernes Ehrenzeichen für Verdienste um das Land Wien
- 2008: Ehrenmedaille der Bundeshauptstadt Wien in Silber[4]

- 2011: Doyen des Gloria-Theater Wien